# 利則·威廉森 (主教)
利則·尼爾森·威廉森（英語：Richard Nelson Williamson；1940年3月8日—2025年1月29日）是位英籍的天主教傳統主義者，以及遭到開除教籍的主教。他曾經加入因反對第二次梵蒂岡大公會議而由法籍總主教馬歇爾·勒菲弗所成立的聖庇護十世司鐸兄弟會，後來因為反對該組織對梵蒂岡的態度轉而有所爭執，最後在2012年遭該兄弟會開除。
後來則有另行推行反對現今梵蒂岡的改革路線的保守主義運動。
他曾兩度遭受開除教籍的處罰，第一次是他在1988年接受馬歇爾·勒菲弗總主教在未經教宗同意下的祝聖為主教。與之同時晉牧的其他三位聖庇護十世司鐸兄弟會成員以及勒菲弗隨即被宣布因其非法祝聖而自科絕罰。之後在2009年因為時任教宗本篤十六世為了修復聖座與庇護十世司鐸兄弟會間的裂痕，而接受當初的私自祝聖的有效性而解除絕罰。
然而由於他在2015年3月於巴西私自祝聖同樣是離開庇護十世司鐸兄弟會的法籍神父尚·米契·法爾為主教而雙雙被聖座宣布因自科絕罰，而不再是天主教會的一份子了。

## 早年生活
威廉森生於英格蘭的白金漢郡的一個小康家庭中。 曾經先後就讀溫徹斯特公學和劍橋大學克萊爾學院，並獲得了英國文學的二級乙等榮譽學位。
1965年9月起曾任教於倫敦的聖保祿學校。
在原先威廉森是一位聖公宗的信徒，並在1971年改宗天主教。後來他加入了由天主教法籍總主教馬歇爾·勒菲弗在1970年所成立的聖庇護十世司鐸兄弟會，這是一個天主教傳統主義團體，勒菲弗創建此團體以抵抗他在第二次梵蒂岡大公會議後看到的在天主教間散播的「自由主義」。威廉森進入了該組織位於瑞士的聖庇護十世國際神學院就讀與受訓，最後在1976年，他由勒菲弗為其晉鐸。
威廉森後來搬到美國，從1983年開始他擔任了位於康涅狄格州里奇菲爾德的聖托馬斯·阿奎那學院的校長，並在1988年神學院搬到明尼蘇達州的威諾那時依然擔任此職。

## 晉牧與絕罰
1988年6月馬歇爾·勒菲弗在沒有獲得教宗同意下，宣告他將為包括威廉森在內的四位司鐸晉牧。1988年6月17日聖座主教部部長伯爾納鐸·加汀樞機向威廉森發布了正式公文警告他，若是堅持在沒有受到教宗允許的情況下接受勒菲弗的祝聖。那麼他將受到立即的自科絕罰。
1988年6月30日威廉森和其他三位司鐸接受了勒菲弗總主教的私行祝聖為主教。接著在1988年7月1日加汀樞機發表了聲明，表示勒菲弗、威廉森，以及其他三個新祝聖主教「已經在既成事實上遭受了立即性的自科絕罰」。
1988年7月2日，教宗若望·保祿二世簽署了自动敕书《天主的教會》，正式宣告這次的絕罰，並且指責這次的私自祝聖的嚴重性，其所顯示的是對合一的教會之羅馬宗座的輕視以及對其的否定，從而形成了一起分裂行為。
威廉森及其支持者否認了此次絕罰的效力，認為這是基於天主教面臨神學和德行上的重大危機時的正當處置。

## 絕罰的撤銷
為了修復與聖庇護十世司鐸兄弟會間的裂痕，教宗本篤十六世在2009年1月21日撤銷了那四位由勒菲弗總主教所祝聖的四位主教所受的絕罰，以此回應該組織長久提出的請由。然則撤銷絕罰後四位主教雖保有主教的品位，但在聖庇護十世司鐸兄弟會對梵二大公會議的歧見解除前，其職權依然處於限制狀態而無法擔任教會的職務。
然而在撤銷絕罰後，威廉森的一些極端言論也因此掀起大極大的風暴，如他對納粹猶太大屠殺的否認。對此教廷的公開聲明表示，教宗在撤銷絕罰時對其言論並無認識，且其對納粹屠殺的立場絕對是遭到教庭的反對以及不認同的。並且強調威廉森若要使其主教聖職獲得教會認可，就必須對於其否認納粹屠殺事件的言論道歉，以及改變立場。然而針對威廉森言論的批判依然波及了撤銷其絕罰的本篤十六世。
此外由於其對於納粹大屠殺的爭議言論，已經到導致他被阿根廷驅除出境以及在德國遭到司法控訴。

## 被聖庇護十世司鐸兄弟會開除
在2012年8月，威廉森在沒有獲得聖庇護十世司鐸兄弟會同意的情況下訪問了巴西新弗里堡的一座屬於本篤會的聖十字架會院，並為逾百位平信徒舉行堅振聖事。引發了他與該會間的矛盾與衝突。稍後於10月聖庇護十世司鐸兄弟會的總會長貝爾納·費拉伊要求威廉森遵守當初所發的服從誓願。他卻回以顏色要求費拉伊主教自行辭去總會長一職。.最終導致在10月24日，聖庇護十世司鐸兄弟會宣告其必需不得不的開除威廉森主教，因為他無視於因有的對總會長的尊重與服從。
在他被開除後沒多久，他就在其每周的部落格更新上發布了新訊息，言中論及他會繼續順服天意，為此他會繼續為司鐸晉鐸，甚或是祝聖新的主教。並未他將發起的一個「天主教反抗運動」請求大眾的支持。要支持者們藉此向改變對羅馬的態度的聖庇護十世司鐸兄弟會表態。並成立一個名為「The St. Marcel Initiative」（聖馬歇爾行動）的網站，與其恩師與庇護十世司鐸兄弟會創始者同名，用以宣傳與募款。

## 第二次遭絕罰
2015年3月19日，威廉森在未受教宗同意的情況下於巴西新弗里堡為一位同樣是離開聖庇護十世司鐸兄弟會的司鐸尚·米契·法爾祝聖為主教。隨即遭到梵蒂岡方面的公開聲明，表示他們兩位已經因其行為而立即性的受了自科絕罰的處罰了。